# Johannes König (Diplomat)
Johannes („Hans“) König (* 2. April 1903 in Arnstadt; † 22. Januar 1966 in Prag) war ein deutscher Politiker (KPD/SED) und Diplomat. Er war Botschafter der DDR in der Volksrepublik China und in der Sowjetunion sowie in weiteren sozialistischen Staaten. Er war zudem stellvertretender Außenminister der DDR.

## Leben
König, Sohn einer alleinerziehenden Mutter, besuchte die Volksschule und erlernte den Beruf des Gerbers. Anschließend arbeitete er im Beruf in Altenburg. 1919 trat er der Freien Sozialistischen Jugend und der KPD bei. 1920/1921 war er Leiter des Unterbezirks Arnstadt der Kommunistischen Jugend Deutschlands (KJD).
Von Herbst 1921 bis Herbst 1922 war er hauptamtlicher Sekretär der KJD für den Bezirk Thüringen. Ende 1922 musste König ausscheiden, da die hauptamtliche Stelle eines Jugendsekretärs nicht mehr bezahlt werden konnte. Anschließend arbeitete er wieder als Gerber. König wurde Anfang 1923 Polleiter des KPD-Unterbezirks Arnstadt sowie Leiter der dortigen „Proletarischen Hundertschaften“. Nach dem Deutschen Oktober wurde er 1923 Leiter der illegalen KPD in Westthüringen. Ab Frühjahr 1924 arbeitete er in Ilmenau wieder als Gerber und wurde Mitglied der Bezirksleitung Thüringen der KPD.
Ab Ende 1924 war König für die KPD journalistisch tätig. Er wurde zunächst Redaktionsvolontär bei der Neuen Zeitung in Jena und leitete dann die Redaktion dieser Zeitung in Gotha. Von Dezember 1925 bis Herbst 1926 war König zweiter politischer Redakteur der KPD-Zeitung Sozialistische Republik in Köln, anschließend Redakteur der KPD-Wochenzeitung in Danzig. Ab Ende 1926 wirkte er als Redakteur für die Arbeiterzeitung in Mannheim und ging dann Anfang 1928 als Chefredakteur zur KPD-Zeitung nach Remscheid sowie Ende 1928 zur KPD-Zeitung Bergische Arbeiterstimme nach Solingen. Im Sommer 1929 wurde König Chefredakteur der KPD-Zeitung Der Kämpfer in Chemnitz und blieb dies bis zur Fusion der drei sächsischen Bezirke zum einheitlichen KPD-Bezirk Sachsen.
Im April 1930 wurde König wegen „Vorbereitung zum Hochverrat“ vom Reichsgericht zu eineinhalb Jahren Festungshaft verurteilt, die er in Gollnow verbüßte. Nach seiner Entlassung im September 1931 war König Leiter des Pressewesens in der Reichsleitung der Revolutionären Gewerkschafts-Opposition. Im August 1932 wurde er erneut Chefredakteur der KPD-Zeitung Der Kämpfer in Chemnitz.
Nach der „Machtergreifung“ der Nationalsozialisten leitete König ab Februar 1933 die illegale KPD im Gebiet Chemnitz. Im Mai 1933 wurde er verhaftet. König verblieb bis Oktober 1934 in sogenannter Schutzhaft und war in den KZ Colditz und Sachsenburg inhaftiert. Nach seiner Entlassung ging König nach Köln, wo seine Frau Henny König, geborene Schwarz (1902–1951), mit der er seit September 1926 verheiratet war, lebte. Seine Frau entstammte einer jüdischen Handwerkerfamilie und war seit 1922 ebenfalls Mitglied der KPD. Im Februar 1936 wurde König erneut verhaftet und im Herbst 1936 vom Volksgerichtshof in Dresden zu einem Jahr und acht Monaten verurteilt. Nach seiner Freilassung kehrte König wieder nach Köln zurück.
Hier verhaftete die Gestapo im Frühjahr 1938 seine Frau. Sie sollte als „staatsgefährdende Jüdin“ aus dem Deutschen Reich ausgewiesen werden. Da ihr Ehemann schwer krank war, bat Henny König um ein halbes Jahr Aufschub. Johannes König weigerte sich, sich von seiner Frau zu trennen. Er wurde deshalb ebenfalls aufgefordert, Deutschland zu verlassen. In der Reichspogromnacht vom 9. November 1938 wurde die Wohnung der Königs verwüstet. Das Ehepaar König wurde im Anschluss auch weiterhin bedrängt, so dass Johannes und Henny König am 1. April 1939 nach Shanghai emigrierten.
Ab September 1941 arbeitete Johannes König in der Fernostabteilung der sowjetischen Nachrichtenagentur TASS beim Sender Stimme der Heimat (XRVN). Dieser Sender meldete sich – geschützt durch den Japanisch-Sowjetischen Neutralitätspakt – mit der Ansage „Hier ist die Stimme der Sowjetunion in Shanghai“ und sendete nicht nur in russischer und englischer, sondern täglich mehrfach auch in deutscher Sprache. Die deutschen Kommunisten – neben König unter anderem auch Kurt Raphael, Günter Nobel und als Übersetzerin der russischen und deutschen Texte seine Frau Genia – gestalteten eigenverantwortlich Nachrichten Kommentare und Kultursendungen. König schrieb dabei den wöchentlichen, später in kürzeren Abständen gesendeten Kommentar zu den politischen und militärischen Ereignissen. Seine Kommentare wurden oft auch in andere Sprachen übersetzt. König war auch politischer Leiter der KPD-Gruppe in Shanghai und gehörte zu den Mitunterzeichnern des Aufrufes der „Gemeinschaft der demokratischen Deutschen in Shanghai“ vom 1. November 1945.
Im August 1947 kehrte das Ehepaar König nach Deutschland in die Sowjetische Besatzungszone zurück. König trat der SED bei und war von Herbst 1947 bis März 1950 Chefredakteur der Sächsischen Zeitung in Dresden.

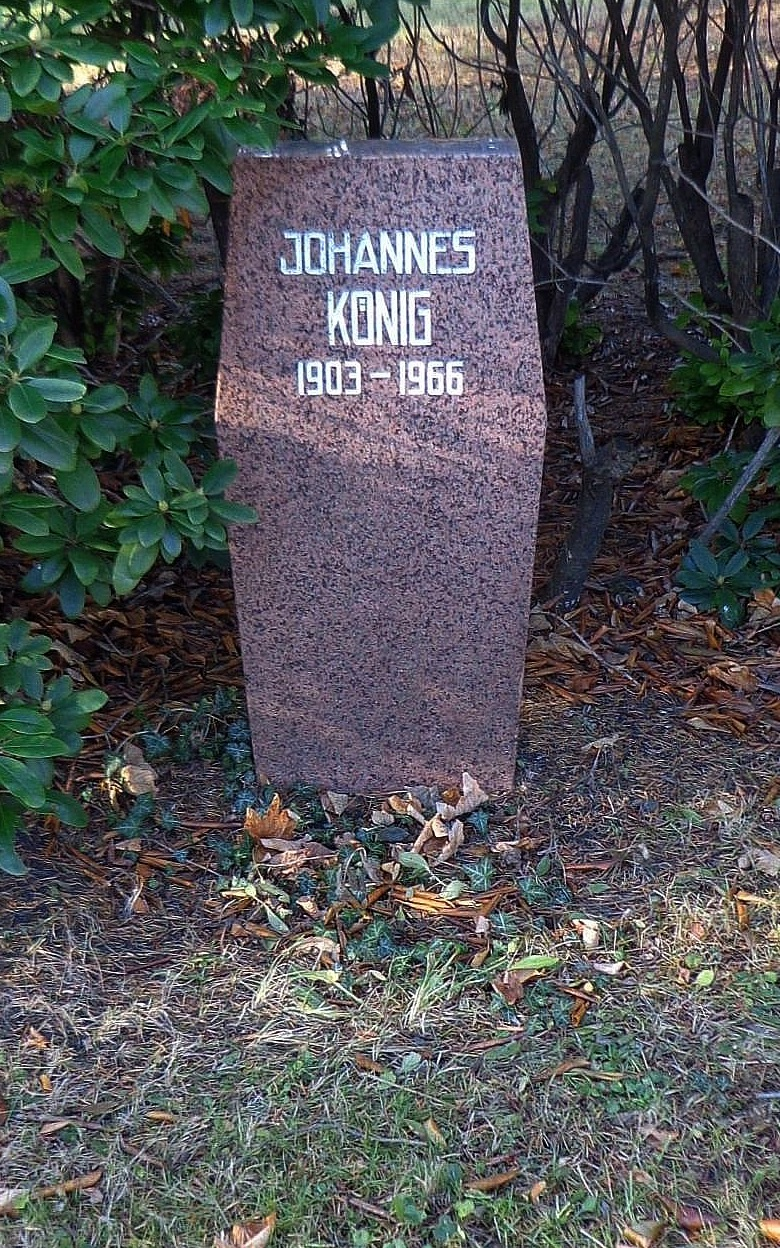
Grabstätte

Seit April 1950 war König Mitarbeiter im Ministerium für Auswärtige Angelegenheiten der DDR (MfAA). Im Juni 1950 wurde er Leiter der Diplomatischen Mission der DDR und war von 1953 bis 1955 der erste Botschafter der DDR in Peking. Bei der Überreichung des Akkreditierungsschreibens im Dezember 1953 sicherte Mao Tse-tung König die volle Unterstützung des chinesischen Volkes beim „Kampf für ein einheitliches, unabhängiges, demokratisches und friedliebendes Deutschland zu“. Von 1951 bis 1954 war König in der Koreanischen Demokratischen Volksrepublik und ab Dezember 1954 auch in der Demokratischen Republik Vietnam zweitakkreditiert.
Von Juli 1955 bis August 1959 war König Botschafter der DDR in Moskau und war von dort bis 1958 in der Mongolischen Volksrepublik zweitakkreditiert. Nach seiner Rückkehr aus Moskau wurde er stellvertretender Minister für Auswärtige Angelegenheiten der DDR. Ihm unterstanden im MfAA die Europäischen Abteilungen sowie die Abteilung für Konsularwesen. Im April 1965 wurde König Botschafter der DDR in Prag, wo er im Januar 1966 verstarb. Seine Urne wurde in der Grabanlage Pergolenweg des Berliner Zentralfriedhofs Friedrichsfelde beigesetzt.
König war darüber hinaus Mitglied des Präsidiums der Deutsch-Nordischen, der Deutsch-Französischen und der Deutsch-Italienischen Gesellschaft sowie des Zentralvorstandes der Gesellschaft für Deutsch-Sowjetische Freundschaft.

## Schriften (Auswahl)
- Morgenröte über China. Berlin 1949.
- Befreites China. Bilddokumente vom Kampf und Sieg und von der Aufbauarbeit des chinesischen Volkes. Sachsen-Verlag, Dresden 1951.
- Die „Diktatur der Volksdemokratie“ in der Volksrepublik China und deren Aufgaben beim Aufbau des Sozialismus. Institut für Gesellschaftswissenschaften beim ZK der SED, Berlin 1954.

Aufsätze
- Die führende Rolle der KP Chinas. In: Einheit (1949), Heft 1, S. 51–58.
- Zum 30. Jahrestag der Kommunistischen Partei China. In: Einheit (1951), Heft 11,  S. 696–705
- Eine Armee des Volkes. In: Einheit (1952), Heft 9, S. 873–881.
- Die Volksrepublik China in der Übergangsperiode zum Sozialismus. In: Einheit (1954), Heft 4, S. 402–413.

## Auszeichnungen
- Vaterländischer Verdienstorden in Silber (1954 und 1959) und in Gold (1963)